# Яванський календар
Яванський календар (яван. ꦥꦤꦁꦒꦭ꧀ꦭꦤ꧀ꦗꦮ, трансліт. Pananggalan Jawa) — календар яванців. Він використовується одночасно з двома іншими календарями, григоріанським та ісламським. Григоріанський календар є офіційним календарем Республіки Індонезія та громадянського суспільства, тоді як ісламський календар використовується мусульманами та урядом Індонезії для релігійного поклоніння та визначення відповідних ісламських свят.
Яванський календар використовується основними етнічними групами острова Ява, тобто яванцями, мадурцями та суданцями, головним чином як культурний символ та ідентифікатор, а також як підтримувана традиція античності. Яванський календар використовується в культурних і духовних цілях.
Епохою яванського календаря був 125 рік нашої ери. 
Сучасну систему яванського календаря було відкрито султаном Агунгом із Матарама в григоріанському році 1633 року нашої ери. До цього яванці використовували календар Сака, який має свою епоху в 78 році нашої ери та використовує місячно-сонячний цикл для обчислення часу. Календар Султана Агунга зберіг систему відліку року за календарем Сака, але відрізняється використанням тієї ж системи вимірювання місячного року, що й ісламський календар, а не сонячного року. Іноді яванський календар називають латинською назвою Anno Javanico або AJ (яванський рік).

## Календарні цикли
Яванський календар містить кілька, що перекриваються (але окремі) вимірювання часу, які називаються «циклами». До них належать:
- рідний п'ятиденний тиждень, який називається Пасаран
- загальний григоріанський та ісламський семиденний тиждень
- сонячний місяць, який називається Мангса
- місячний місяць, який називається Улан
- місячний рік, або Тахун
- 8-річні цикли, або Вінду
- 120-річний цикл 15 Вінду, який називається Куруп

| Рік нашої ери/н.е | Рік AJ   | Яванський місяць |
| ----------------- | -------- | ---------------- |
| 2011 рік          | 1944 рік | 6                |
| 2012 рік          | 1945 рік | 6                |
| 2013 рік          | 1946 рік | 6                |
| 2014 рік          | 1947 рік | 7                |
| 2015 рік          | 1948 рік | 7                |
| 2016 рік          | 1949 рік | 8                |
| 2017 рік          | 1950 рік | 8                |
| 2018 рік          | 1951 рік | 8                |
| 2019 рік          | 1952 рік | 9                |
| 2020 рік          | 1953 рік | 9                |

| Рік нашої ери/н.е | Рік AJ   | Яванський місяць |
| ----------------- | -------- | ---------------- |
| 2021 рік          | 1954 рік | 9                |
| 2022 рік          | 1955 рік | 10               |
| 2023 рік          | 1956 рік | 10               |
| 2024 рік          | 1957 рік | 11               |
| 2025 рік          | 1958 рік | 11               |
| 2026 рік          | 1959 рік | 11               |
| 2027 рік          | 1960 рік | 12               |
| 2028 рік          | 1961 рік | 12               |
| 2029              | 1962 рік | 12               |

### Поточні кореляції
Яванський календарний рік 1944 повністю припав на цивільний календарний рік 2011. Такі роки трапляються раз на 33 або 34 яванські роки (32 або 33 цивільні роки). Більше перелічено тут:
| Яванський рік у цивільному році | Яванський рік у цивільному році | Яванський рік у цивільному році |
| ------------------------------- | ------------------------------- | ------------------------------- |
| Яванський                       | Цивільний                       | Різниця                         |
| 1575                            | 1653                            | 78                              |
| 1608                            | 1685                            | 77                              |
| 1649                            | 1718                            | 76                              |
| 1673                            | 1751                            | 75                              |
| 1706                            | 1783                            | 74                              |
| 1740                            | 1816                            | 73                              |
| 1773                            | 1848                            | 72                              |
| 1807                            | 1882                            | 71                              |
| 1841                            | 1914                            | 70                              |
| 1877                            | 1946                            | 69                              |
| 1908                            | 1979                            | 68                              |
| 1944                            | 2011                            | 67                              |
| 1977                            | 2043                            | 66                              |
| 2011                            | 2076                            | 65                              |
| 2043                            | 2108                            | 64                              |
| 2076                            | 2140                            | 63                              |

Яванський рік буде повністю в межах григоріанського року того самого числа в 4195 році,[джерело?] після якого року номер яванського року завжди буде більшим за номер відповідного цивільного року.

## Поділ часу
Дні в яванському календарі, як і в ісламському, починаються із заходом сонця. Традиційно яванці ділять день і ніч не на години, а на фази. Поділ на день і ніч такий:
| Початок   | Кінець    | Яванська назва      | Значення                   |
| --------- | --------- | ------------------- | -------------------------- |
| 6 ранку   | 8 ранку   | ésuk ꦲꦺꦱꦸꦏ꧀            | ранок                      |
| 8 ранку   | 12 вечора | tengangi ꦠꦼꦁꦲꦔꦶ        | полудень                   |
| 12 вечора | 13:00     | bedug ꦧꦼꦢꦸꦒ꧀           | час для молитви Зухр       |
| 13:00     | 15:00     | лінгсір кулон ꦭꦶꦁꦱꦶꦂꦏꦸꦭꦺꦴꦤ꧀ | (сонце) рухається на захід |
| 15:00     | 6 вечора  | asar ꦲꦱꦂ             | час для молитви Аср        |
| 6 вечора  | 8 вечора  | soré ꦱꦺꦴꦫꦺ             | вечір                      |
| 8 вечора  | 11 вечора | сирап ꦱꦶꦫꦥ꧀           | сонний час                 |
| 11 вечора | 1 ранку   | tengah wengi ꦠꦼꦔꦃꦮꦼꦔꦶ   | опівночі                   |
| 1 ранку   | 3 ранку   | лінгсір венгі ꦭꦶꦁꦱꦶꦂꦮꦼꦔꦶ  | пізня ніч                  |
| 3 ранку   | 6 ранку   | bangun ꦧꦔꦸꦤ꧀          | пробудження                |

## Цикли днів

### П'ятиденний тиждень (пасаран)
Рідна яванська система об'єднує дні в п'ятиденний тиждень під назвою Пасаран, на відміну від більшості календарів, які використовують семиденний тиждень. Назва pasaran походить від кореня слова pasar («ринок»). Історично, але також і сьогодні жителі яванських сіл збираються спільно на місцевих ринках, щоб спілкуватися, займатися торгівлею, купувати та продавати сільськогосподарську продукцію, готову їжу, вироби домашньої промисловості тощо. Джон Кроуфурд (1820) припустив, що тривалість тижневого циклу пов'язана з кількістю пальців на руці, і що мандрівні купці чергували свої візити до різних сіл відповідно до п'ятиденного «списку».
Кожен день циклу має дві назви, оскільки яванська мова має окрему лексику, пов'язану з двома різними реєстрами ввічливості: ngoko (неформальна) і krama (формальна). Набагато рідше зустрічаються крамні назви днів, які займають друге місце в списку.
- ꦊꦒꦶ (Legi) — ꦩꦤꦶꦱ꧀ (Manis)
- ꦥꦲꦶꦁ (Pahing) — ꦥꦲꦶꦠ꧀ (Pait)
- ꦥꦺꦴꦤ꧀ (Pon) — ꦥꦼꦠꦏ꧀ (Petak)
- ꦮꦒꦺ (Wagé) — ꦕꦼꦩꦺꦁ (Cemèng)
- ꦏ꧀ꦭꦶꦮꦺꦴꦤ꧀ (Kliwon) — ꦲꦱꦶꦃ (Asih)

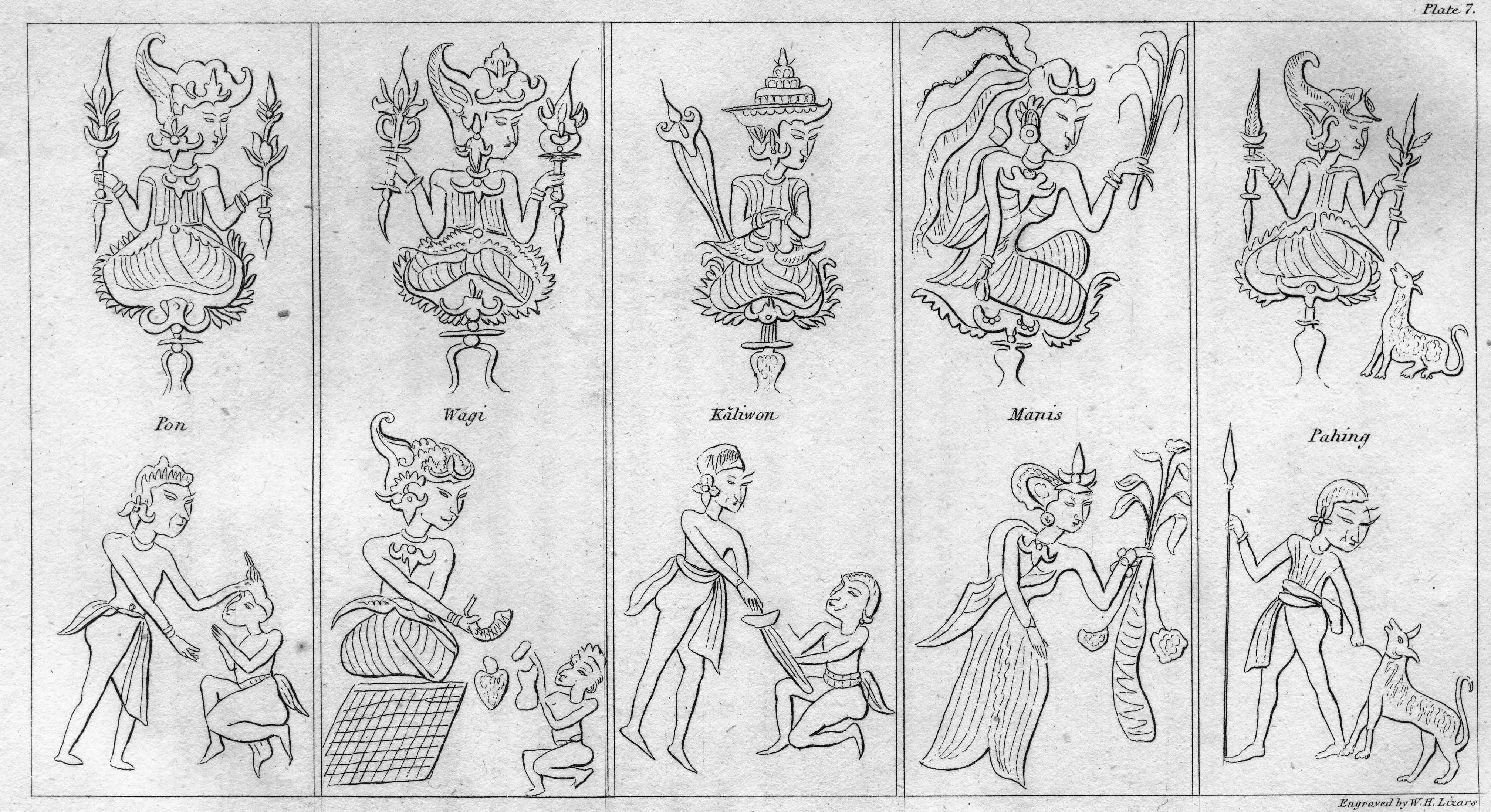
Ознаки циклу Пасаран

Походження назв неясно, а їх етимологія залишається неясною. Можливо, назви походять від місцевих богів, як європейські та азійські назви днів тижня. Стародавній яванський рукопис ілюструє тиждень п'ятьма людськими фігурами (показаними праворуч під назвами днів): чоловік, який хапає прохача за волосся, жінка, що тримає ріг, щоб отримати приношення, чоловік, який вказує оголеним мечем на іншого, жінка тримає сільськогосподарську продукцію, а чоловік тримає спис і веде бика.
Крім того, яванці вважають, що назви цих днів мають містичне відношення до кольорів і сторін світу:
- Легі: білий і схід
- Пахінг: червоний і південь
- Pon: жовтий і західний
- Wage: чорний і північ
- Клівон: розмиті кольори/фокус і «центр».

Більшість ринків більше не працюють за цим традиційним пасаранським циклом, натомість прагматично залишаючись відкритими кожного дня григоріанського тижня. Однак багато ринків на Яві все ще зберігають традиційні назви, які вказують на те, що колись ринки працювали лише в певні дні Пасаран, наприклад Пасар Легі або Пасар Клівон. Деякі ринки в невеликих або середніх місцях будуть набагато зайнятішими в день Пасаран, ніж в інші дні. На базарні іменини з'являються мандрівні продавці, які продають худобу, рослини та інші продукти, які або купують рідше, або коштують дорожче. Це дозволяє меншій кількості цих торговців обслуговувати набагато більшу територію, як у минулі часи.
Яванські астрологічні вірування стверджують, що характеристики та доля людини пов'язані з поєднанням дня Пасаран і «звичайного» дня тижня за ісламським календарем у день народження цієї людини. Яванці знаходять великий інтерес до астрологічних інтерпретацій цієї комбінації, яка називається циклом Ветонана.

### Семиденний тиждень
Семиденний тижневий цикл (dina pitu, «сім днів») походить від ісламського календаря, прийнятого після поширення ісламу на всьому Індонезійському архіпелазі. Назви днів тижня яванською мовою походять від їхніх арабських відповідників, а саме:
| Яванська            | Арабська                          | Англійська |
| ------------------- | --------------------------------- | ---------- |
| Сенін (ꦱꦼꦤꦶꦤ꧀)         | yaum al-ithnayn (يوم الاثنين)     | Понеділок  |
| Селаса (ꦱꦼꦭꦱ)        | yaum ath-thalatha' (يوم الثلاثاء) | Вівторок   |
| Ребо (ꦉꦧꦺꦴ)           | yaum al-arba'a' (يوم الأربعاء)    | Середа     |
| Кеміс (ꦏꦼꦩꦶꦱ꧀)         | yaum al-khamis (يوم الخميس)       | Четвер     |
| Джемува (ꦗꦼꦩꦸꦮꦃ)       | yaum al-jum'a (يوم الجمعة)        | П'ятниця   |
| Сету (ꦱꦼꦠꦸ)           | yaum as-sabt (يوم السبت)          | Субота     |
| Мінгу/Ахад (ꦩꦶꦁꦒꦸ/ꦲꦲꦢ꧀) | yaum al-ahad (يوم الأحد)          | Неділя     |

Ці двотижневі системи відбуваються одночасно; таким чином, певна п'ятниця може припадати на день Клівон, і, отже, називається Джумат Клівон. Ця комбінація утворює цикл Ветонана.

### Цикл Ветонана
Цикл Ветонана накладає п'ятиденний цикл Пасаран на семиденний тижневий цикл. Кожен цикл Wetonan триває 35 (7x5) днів. Приклад циклу Ветонана:
| Англійською                  | Понеділок 5 | Вівторок 6 | Середа 7 | Четвер 8 | П'ятниця 9 | Субота 10 | Неділя 11       |
| Яванський семиденний тиждень | Senin 5     | Selasa 6   | Rebo 7   | Kemis 8  | Jumat 9    | Setu 10   | Minggu/ Ahad 11 |
| Яванський тиждень Пасаран    | 28 Pon      | 29 Wage    | 1 Kliwon | 2 Legi   | 3 Pahing   | 4 Pon     | 5 Wage          |
З наведеного вище прикладу Weton за вівторок, 6 травня 2008 року буде читатися як Selasa Wage.
Цикл Ветонан особливо важливий для систем ворожіння, важливих свят і обрядів переходу. Поминки і заходи проводяться в дні, які вважаються сприятливими.
Особливо яскравим прикладом, який досі широко викладають у початкових школах, є те, що Ветон проголошення незалежності Індонезії 17 серпня 1945 року відбувся на Джумат Легі; це також Ветон для народження та смерті Султана Агунга, одного з найвидатніших королів Яви та винахідника сучасного яванського календаря. Тому Джумат Легі вважається важливою ніччю для паломництва. Існують також табу, які стосуються циклу; наприклад, ритуальний танець бедхая можна виконувати лише на Кеміс Клівон.
Яванці вважають, що збіг дня Пасаран із звичайним днем у день народження вказує на особисті характеристики цієї людини, подібні до західного зодіаку та розташування планет у західній астрології.

### Цикл Павуконя
Павуконь — 210-денний цикл у яванському календарі, пов'язаний з індуїстською традицією. Хоча найбільше асоціюється з Балі, він все ще використовується на Яві для спеціальних цілей. Календар складається з одночасних тижнів і має набір із десяти тижнів, які мають тривалість 1, 2, 3, 4, 5, 6, 7, 8, 9 і 10 днів.
Перший день року вважається першим днем усіх десяти тижнів. Оскільки 210 не ділиться на 4, 8 або 9, до 4-, 8- і 9-денних тижнів необхідно додати додаткові дні.

### Нумерація дат
Для вимірювання часу дні нумеруються в межах місячного місяця (wulan), як це прийнято в інших системах календаря. Дата вказує на зміну місяця і символізує життя людини у світі. Цей процес обертання життя відомий як cakra manggilingan або heru cakra.
У перший день місяця, коли місяць маленький, його порівнюють із новонародженою дитиною. 14-й день, який називається Пурнама Сідхі (повний місяць), символізує одруженого дорослого. Наступний день, який називається Пурнама, настає, коли місяць починає зменшуватися. 20-й день, Панглонг, символізує момент, коли люди починають втрачати пам'ять. 25-й день, Сумуруп, являє момент, коли доросла особа потребує догляду, як у дитинстві. 26-й день, Manjing, означає повернення людини до свого походження.

## Цикли місяців
Оскільки яванський місячний рік на 11–12 днів коротший за цивільний рік, він починається на 11–12 днів раніше в цивільному році, наступному за цивільним роком, у якому почався попередній яванський рік. Один раз на 33 або 34 яванські роки або раз на 32 або 33 цивільні роки початок яванського року (1 сура) збігається з одним із перших десяти днів січня. Наступний Новий рік повертається назад через цивільний рік назад до початку січня знову, проходячи через кожен цивільний місяць з грудня по січень.

### Манґса

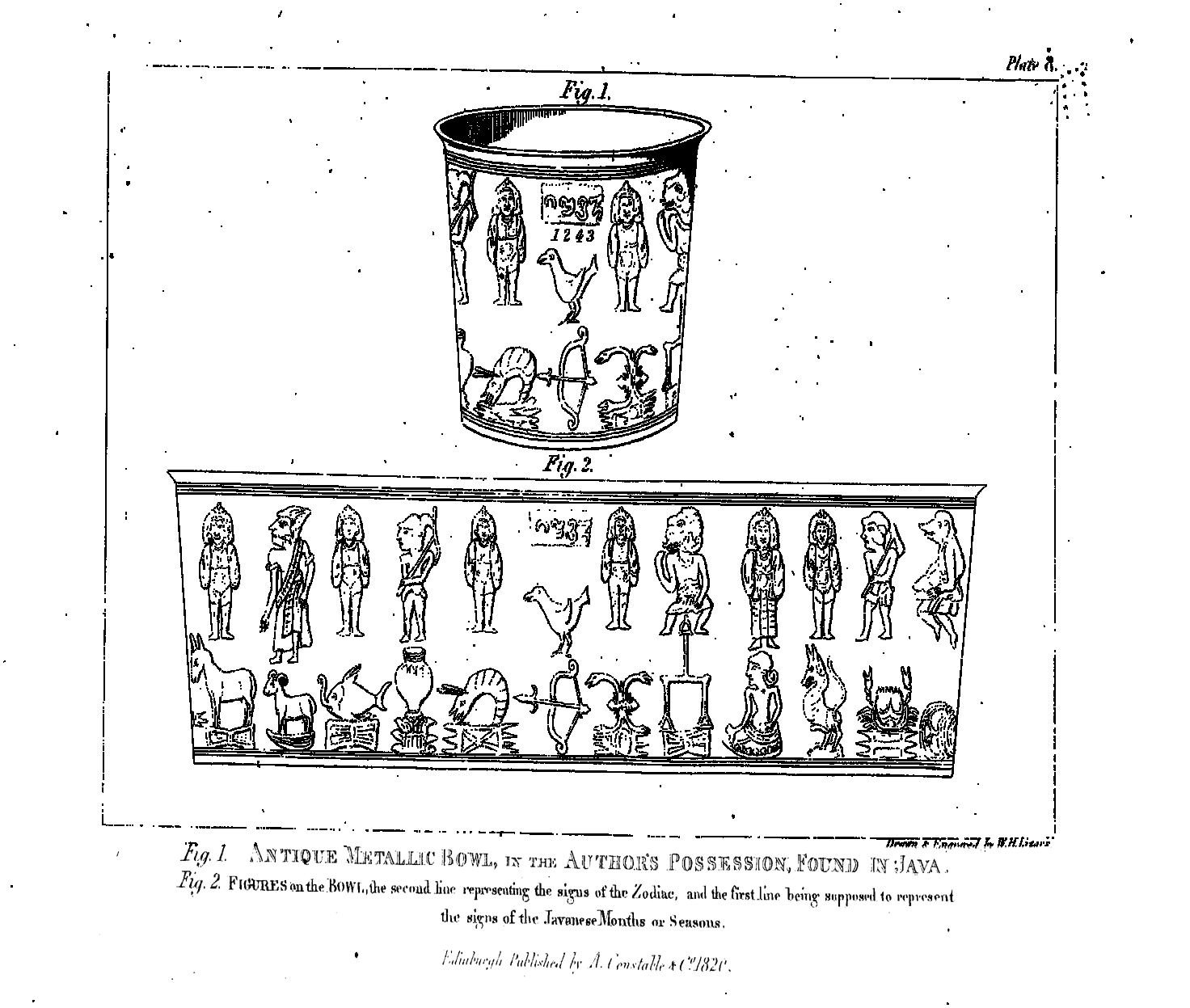
Знаки сонячних місяців (манґса) у яванському календарі (верхній ряд) із знаком індуїстських зодіаків (нижній ряд).

Сонячний рік ділиться на дванадцять періодів (манґса) різної тривалості. Його походження лежить у сільськогосподарській практиці на Яві. Назви перших десяти місяців яванською мовою є просто порядковими номерами від 1 до 10, хоча назви 11-го та 12-го місяців нечіткі. Цикл починається біля червневого сонцестояння, приблизно в середині сухого сезону на Яві.
У 19 столітті система сонячних місяців або праната манґса була набагато більш відома серед яванців, ніж цивільний або релігійний рік. Цикл явно має яванське походження, оскільки специфічне застосування до їхнього клімату не відповідає іншим територіям Індонезійського архіпелагу, а також використання яванських назв місяців. Незважаючи на те, що цикл добре відповідає погодній картині, він усе ще є певною мірою довільним, як це видно з тривалості місяців.
В астрології праната манґса використовується для передбачення рис особистості подібно до сонячних знаків у західній астрології. Він більше не використовується широко для ворожіння, але деякі практикуючі використовують його, а також інші цикли у своїх ворожіннях.
Сонячні місяці такі:
| Початковий день | Назва                  | Тривалість у днях | Опис |
| --------------- | ---------------------- | ----------------- | --- |
| 23 червня       | Манґса Касо ꦩꦁꦱꦏꦱꦺꦴ       | 41                | Сухий сезон; листя падає з дерев; земля висохла й посушлива, позбавлена води, «як дорогоцінний камінь, що звільнився від оправи».                       |
| 3 серпня        | Манґса Каро ꦩꦁꦱꦏꦫꦺꦴ       | 23                | Сухий сезон; пересохла земля лежить твердими грудками; манго і бавовняні дерева починають цвісти.                                                       |
| 26 серпня       | Манґса Кателу ꦩꦁꦱꦏꦠꦼꦭꦸ    | 24                | Сухий сезон; коріння прянощі заготовляють; дерево гадунг починає плодоносити.                                                                           |
| 19 вересня      | Манґса Капат ꦩꦁꦱꦏꦥꦠ꧀     | 25                | Починає йти дощ, коли «сльози навертаються на душу», знаменуючи кінець сухого сезону; птахи співають і діловито будують гнізда. Сезон Лабуха на порозі. |
| 14 жовтня       | Манґса Каліма ꦩꦁꦱꦏꦭꦶꦩ    | 27                | Сезон дощів, іноді з сильними вітрами та повенями; манго стиглий; змій з гнізда виганяють; «фонтан золота падає на землю».                              |
| 11 листопада    | Манґса Канем ꦩꦁꦱꦏꦤꦼꦩ꧀     | 43                | Сезон дощів; вдаряє блискавка і виникають зсуви; але це також сезон багатьох фруктів.                                                                   |
| 23 грудня       | Манґса Капіту ꦩꦁꦱꦏꦥꦶꦠꦸ    | 43                | Сезон дощів на піку; птахам важко знайти їжу, і в багатьох районах спостерігаються сильні повені.                                                       |
| 4 лютого        | Манґса Каволу ꦩꦁꦱꦏꦮꦺꦴꦭꦸ    | 27/28             | Сезон дощів; рисові поля ростуть і кіт шукає свою пару; личинок і личинок у великій кількості.                                                          |
| 2 березня       | Манґса Касанга ꦩꦁꦱꦏꦱꦔ   | 25                | Сезон дощів; жовтіють рисові поля; «весела новина шириться»; вода зберігається в землі, вітер дме в одному напрямку, і багато плодів дозріли.           |
| 27 березня      | Манґса Касадаса ꦩꦁꦱꦏꦱꦢꦱ | 24                | Дощ іще падає, але слабшає; вітер шумить і віє сильно; повітря все ще прохолодне. Наближається сезон Маренг.                                            |
| 20 квітня       | Mangsa Dèsta ꦩꦁꦱꦢꦺꦱ꧀ꦠ     | 23                | Розпочався сухий сезон; фермери збирають урожай на рисових полях; птахи з любов'ю доглядають за дитинчатами, наче «коштовностями серця».                |
| 13 травня       | Манґса Саддха ꦩꦁꦱꦱꦢ꧀ꦝ    | 41                | Сухий сезон; вода починає відступати, «зникаючи з багатьох місць».                                                                                      |

### Вулан
Кожен місячний рік (таун) ділиться на серію з дванадцяти вулан/сасі або місячних місяців. Кожен складається з 29 або 30 днів. Це адаптовано з використання місяців в ісламському календарі. Нижче наведено назви місяців яванською та арабською мовами, які можна використовувати як взаємозамінні:
| Нгоко (неформальний)                  | Арабські імена                    | Тривалість днів |
| ------------------------------------- | --------------------------------- | --------------- |
| Сура ꦱꦸꦫ                               | Мухаррам (المحرّم)                 | 30              |
| Сапар ꦱꦥꦂ                              | Сафар (صفر)                       | 29              |
| Мулуд/Рабінгулавал ꦩꦸꦭꦸꦢ꧀/ꦫꦧꦶꦔꦸꦭꦮꦭ꧀         | Рабі-аль-авваль (ربيع الأوّل)      | 30              |
| Бакда Мулуд/Рабінгулакір ꦧꦏ꧀ꦢꦩꦸꦭꦸꦢ꧀/ꦫꦧꦶꦔꦸꦭꦏꦶꦂ | Рабі-ас-сані (ربيع الثاني)        | 29              |
| Джумаділаваль ꦗꦸꦩꦢꦶꦭꦮꦭ꧀                  | Джумада-аль-авваль (جمادى الأولى) | 30              |
| Джумаділакір ꦗꦸꦩꦢꦶꦭꦏꦶꦂ                    | Джумада-ас-сані (جمادى الآخرة)    | 29              |
| Реджеб ꦉꦗꦼꦧ꧀                            | Раджаб (رجب)                      | 30              |
| Рува/Арва ꦫꦸꦮꦃ/ꦲꦂꦮꦃ                       | Шаабан (شعبان)                    | 29              |
| Паса/Сіям ꦥꦱ/ꦱꦶꦪꦩ꧀                      | Рамадан (رمضان)                   | 30              |
| Sawal ꦱꦮꦭ꧀                             | Шавваль (شوّال)                    | 29              |
| Села/Апіт ꦱꦼꦭ/ꦲꦥꦶꦠ꧀                      | Зуль-каада (ذو القعدة)            | 30              |
| Бесар/Каджі ꦧꦼꦱꦂ/ꦏꦗꦶ                     | Зуль-хіджа (ذو الحجّة)             | 29 чи 30        |

Тривалість останнього місяця може становити 29 або 30 днів, залежно від того, звичайний рік чи високосний (таун кабісат).
Місячний цикл іноді розглядається метафорично як символ людського життя. Перші дев'ять місяців являють вагітність до народження, тоді як десятий місяць являє людину у світі, одинадцятий — кінець її чи її існування, а дванадцятий — повернення туди, звідки вона прийшла. Цикл, таким чином, проходить від однієї іскри або концепції (ріджал) до іншої, проходячи через порожнечу (суунг).

## Позначення року
Епоха Шалівахана, яка почалася в 78 році нашої ери і продовжує використовуватися на Балі, використовувалася в індуїстські часи на Яві та протягом більш ніж століття після появи ісламу на Яві.
Коли Султан Агунг прийняв ісламський місячний календар у 1633 році нашої ери, він не прийняв Anno Hegirae для позначення цих років, а натомість продовжив відлік ери Шалівахана, яка на той час була 1555 роком. Як наслідок, Anno Javanico фактично не зараховується з будь-якого часу.

### Цикли років
Вісім тахун складають вінду. Один вінду триває 81 повторення циклу ветонану, або 2835 днів (приблизно 7 років 9 місяців за григоріанським календарем). Зауважте, що тахун — це місячні роки, і вони менші за григоріанські. Назви років у циклі вінду є такими (крама/нгоко):
1. Пурвана/Аліп (354 дні)
2. Karyana/Ehé (354 дні)
3. Anama/Jemawal (355 днів)
4. Lalana/Jé (354 дні)
5. Ngawanga/Dal (355 днів)
6. Pawaka/Bé (354 дні)
7. Васана/Ваву (354 дні)
8. Swasana/Jimakir (355 днів)

Потім вінду групуються в цикл із чотирьох:
1. Вінду Аді
2. Вінду Кунтара
3. Вінду Сенгара
4. Вінду Санкая

Цикли вулан, тахун і вінду походять від календаря сака.
Вінду більше не використовуються в гороскопі, але є докази того, що раніше вони використовувалися судовими чиновниками для передбачення тенденцій. Передача вінду часто розглядається як віха і заслуговує на ритуальне свято сламетан.

### Куруп
Куруп — це період у 120 тахунів, або місячних років. Таким чином, існує 1440 місячних місяців, або 15 вінду в курупі. Один день вилучається з останнього місяця Бесар, який має 30 днів, в результаті чого останній вінду курупу має на один день менше, ніж зазвичай. Таким чином, загальна кількість днів у курупі становить 42 524 (2 835 днів у вінду х 15 днів — 1 день). Це така ж кількість днів, як і в 120 місячних роках табличного ісламського календаря.
Кожен куруп отримав назву за датою циклу ветонану, з якого куруп починається. Оскільки це завжди припадає на Аліп (перший) рік вінду, перед ним ставиться Аліп. Поточний куруп почався у вівторок, 24 березня 1936 року н. е., що відповідає 01 мухарраму 1355 р. хіджри за табличним ісламським календарем, і закінчиться в неділю, 25 серпня 2052 р. н. Оскільки датою ветонану цього дня був Селаса Пон, куруп отримав назву Аліп Селаса Пон.
Наступний куруп розпочнеться в понеділок, 26 серпня 2052 року, що відповідає 01 мухаррама 1475 року за табличним ісламським календарем, і закінчиться в суботу, 28 січня 2169 року, і буде називатися Аліп Сенін Пахінг.

## Діна Муля
Діна Муля (яван. ꦢꦶꦤꦩꦸꦭꦾ,, досл. «благородні дні») відзначаються поклонінням Густі, творцеві життя та всесвіту. Практикуючі традиційні яванські духовні вчення зберегли кілька благородних днів:
- Сату Сура, перша сура, Новий рік
- Анггара Касих: Вівторок Клівон
- Dina Purnama: Jemuah Legi/Sukra Manis (Friday Legi)

## Подальше читання
- Pigeaud, Th., Javaans-Nederlands Woodenboek . Гронінген — Батавія: JB Wolters, 1938
- Квінн, Джордж Яванська наука про «крадіжку зі зломом», RIMA. Огляд справ Індонезії та Малайзії, IX:1 січня–червня 1975 р., стор. 33–54.
- Ріклефс, MC, Сучасна яванська історична традиція: дослідження оригінальної хроніки Картасури та пов'язаних матеріалів. Лондон: Школа східних і африканських досліджень, Лондонський університет, 1978
- Соебарді. Календарні традиції в Індонезії Madjalah IIlmu-ilmu Satsra Indonesia, 1965 no.3.